# コーヒービーンズチョコレート
コーヒービーンズチョコレートまたはコーヒー豆チョコレート（コーヒーまめチョコレート）は、焙煎したコーヒー豆をダークチョコレート、ミルクチョコレート、ホワイトチョコレートなどのチョコレートでコーティングした菓子。たいていの場合、特にダークチョコレートでコーティングしたものは甘味は僅かで、コーヒーを愛飲しない者にとってはとても苦く感じる。
チョコレート製品全般に言えることであるが、コーヒービーンズチョコレートは脂肪分に富み、またコーヒー豆を主な材料とするためカフェインが多く含まれる。なかには40グラムに300 mg以上のカフェインが含まれるものもある。

## 脚註
1. ↑  “Calories in Chocolate Covered Coffee Beans”.   SparkPeople (2014年). 2014年3月15日閲覧。
2. ↑  “Basic Report:  19268, Candies, dark chocolate coated coffee beans - National Nutrient Database for Standard Reference Release 27”. 2016年2月7日閲覧。